# Bjelopavlići
Bjelopavlići (crnogor. ćiril. Бјелопавлићи) su crnogorsko pleme, jedno od sedam tzv. brdskih plemena. 
Središte suvremenih Bjelopavlića je Danilovgrad.
U užoj unutarcrnogorskoj zemljopisnoj podjeli, Bjelopavlići su Brđani.
Koncem 18. st. Bjelopavlići su se ujedinili s drugim Crnogorcima.

## Podrijetlo
Prvi sačuvani pomen o Bjelopavlićima je iz 1411. a dokument o tome je nastao u Dubrovniku.
Bjelopavlići potječu od Bijelog Pavla, koji je prema legendi doselio iz Dukađina, oblasti iz Metohije ili sjeverne Albaniji. Vjeruje se da je Bijeli Pavle bio etnički Albanac.
Prema legendi, Bijeli Pavle je imao dva sina: Šćepana i Mitra. 
Od Šćepana su uža bjelopavlićka bratstva Vražegrmci i Martinići, a od Mitra su Petrušinovići, Pavkovići, Matijaševići, Tomaševići, Kalezići.
Vjeruje se da se grob Bijelog Pavla nalazi u selu Gradac, kojeg naseljavaju Jovanovići.

## Povijest
Albanska plemena Bjelopavlići i Klimenti 1657. sudjeluju u borbi protiv Turaka i obrani grada Kotora.

## Vjera
Bjelopavlići su pravoslavni, uglavnom slave Svetu Petku.

## Poznatiji Bjelopavlići
- Veselin Đuranović
- Ratko Đurović
- Borislav Jovanović
- Andrija Radović
- Veljko Radović
- Savo Raspopović